# Augusta Murray
Augusta Murray (27 de janeiro de 1768 — 5 de março de 1830) foi a primeira esposa do príncipe Augusto Frederico, duque de Sussex, o sexto filho do rei Jorge III. Como o casamento não cumpria as normas do Decreto de Casamentos Reais de 1772, foi considerado ilegal aos olhos da lei e Augusta não pôde receber o título de duquesa de Sussex.

## Primeiros anos
Augusta Murray nasceu em Londres, filha de John Murray, 4.º Conde de Dunmore e da sua esposa, Lady Charlotte Stewart, por sua vez filha de Alexander Stewart, 6.º Conde de Galloway. Recebeu o tratamento de Lady Augusta Murray quando nasceu, o título de cortesia normalmente entregue às filhas de condes.

## Casamento
Augusta casou-se em segredo com o príncipe Augusto Frederico, sexto filho do rei Jorge III, no dia 4 de abril de 1793 numa cerimónia anglicana realizada no Hotel Sarmiento em Roma, Itália. O casal repetiu a cerimónia na Igreja de São Jorge, em Hanover Square, Londres, no dia 5 de dezembro do mesmo ano. Nesta cerimónia usaram os seus nomes verdadeiros, mas não revelaram as suas identidades completas. As cerimónias não cumpriam as normas do Decreto de Casamentos Reais de 1772, e por isso o casamento foi anulado. Lady Augusta não pôde receber o título de princesa da Grã-Bretanha nem o tratamento de Sua Alteza Real.
O casal teve dois filhos:
- Augusto Frederico d'Este (13 de janeiro de 1794 — 28 de dezembro de 1848), conhecido por ter sido o primeiro individuo a quem foi diagnosticada e registada a doença de esclerose múltipla. Morreu solteiro e sem descendência.
- Augusta Ema d'Este, depois Lady Truro (11 de agosto de 1801 – 21 de maio de 1866), casada com Thomas Wilde, 1.º Barão Truro de Bowes; sem descendência.

Apesar do anulamento, o príncipe Augusto continuou a viver com Lady Augusta até 1801, altura em que recebeu um empréstimo do parlamento no valor de doze mil libras. O rei deu-lhe os títulos de duque de Sussex, conde de Inverness e barão Arklow no pariato do Reino Unido, e cavaleiro da Ordem da Jarreteira a 27 de novembro de 1801.

## Últimos anos
Depois de 1801, o casal separou-se. Em 1806, lady Augusta recebeu uma autorização real para usar o apelido De Ameland em vez de Murray. Lady Augusta ficou com a custódia dos seus dois filhos e recebia uma pensão de quatro mil libras por ano. Morreu em Ramsgate, no Kent. Após a morte de lady Augusta, o duque de Sussex casou-se com Cecília Underwood, com quem viveu no Palácio de Kensington.